# Motobloc
La Motobloc è stata una Casa automobilistica francese attiva dal 1901 al 1930

## Storia
Le origini di questa Casa automobilistica affondano fino al 1886, che per pura combinazione è l'anno di nascita della prima vera automobile. In quello stesso anno, M. Schaudel, un veterano dell'esercito francese, lasciata la carriera militare e ritiratosi da qualche tempo in una casa presso Bordeaux,  apre una fabbrica di biciclette e proprio nel 1886 pose in commercio il suo primo modello. Ma la notizia clamorosa di quell'anno fu proprio la realizzazione di una carrozza in grado di viaggiare senza cavalli. Schaudel, contagiato da tale notizia, finì con il costruire già nel 1887 la sua prima autovettura.
Nel corso degli anni, sviluppando questa sua attività ancora non ufficiale, Schaudel ebbe l'idea di riunire in blocco sia il motore che il cambio, poiché ebbe l'impressione che così facendo si potessero limitare i danni grazie alla costituzione di un unico gruppo meccanico, protetto da un unico carter, e quindi più protetto da eventuali "aggressioni" da parte di agenti esterni.
Fu così che si arrivò al 1901, data di nascita della Motobloc, denominazione che racchiudeva proprio la soluzione del cambio in blocco con il motore. Tale soluzione fu proposta anche nella prima vettura recante il nuovo marchio, il cui prototipo risale al 1898, e che fu presentata al Salone di Parigi. Un'altra importante innovazione proposta da tale modello fu il motore bicilindrico sistemato in posizione trasversale, prima vettura al mondo a montare il motore in una simile configurazione.
Ufficialmente, però, la Casa nacque il 19 aprile 1902.
Un nuovo modello si ebbe nel 1904 e montava un motore a 4 cilindri nato dall'unione di due motori analoghi a quelli del modello precedente.
Gradualmente, la gamma cominciò ad ampliarsi e nel 1907 comprendeva quattro modelli di fascia alta e di lusso. Nel 1908 furono introdotti un nuovo modello di fascia alta, ma di classe inferiore a quelli già esistenti, ed un modello di fascia media.
Nel 1909 fu lanciata la prima Motobloc con motore a 6 cilindri da 3 litri, la 16HP. Tale vettura fu affiancata nel 1914 dalla 20HP con motore da 4.7 litri, sempre a 6 cilindri.
Lo scoppio della prima guerra mondiale costrinse la Casa all'adeguamento produttivo in chiave bellica. Furono quindi prodotte armi e munizioni.
Dopo la guerra fu lanciata la 12HP, con motore da 2 litri. Poco dopo fu la volta della 15HP, vera erede della 16HP d'anteguerra.
Il 1922 vide la nascita, dopo tanto tempo, di una Motobloc di fascia medio-bassa, la 10HP, dotata di motore da 1.3 litri.
La crisi economica del 1929 mise però in ginocchio la casa di Bordeaux che chiuse i battenti l'anno seguente.